# Eduard Meier (Ingenieur)
Eduard Meier (* 31. Dezember 1834 in Halle (Saale); † 8. Januar 1899 in Friedenshütte) war ein deutscher Eisenhüttenmann in Oberschlesien.

## Leben
Meier studierte zunächst Medizin in Halle und Göttingen. 1854 wurde er Mitglied des Corps Palaiomarchia. Er wechselte in das Bergfach und ging an die Montan-Universität Leoben. Von Oberschlesien kam er über Dortmund 1880 als Leiter zur Oberschlesischen Eisenhüttenbedarfs AG. Er modernisierte die Friedenshütte und baute sie nach einem Unglück 1887 wieder auf. Mit einer Dépendance in Russisch-Polen machte er sie zum besten Stahl- und Walzwerk Oberschlesiens. Meier galt als „der vermutlich ideenreichste Eisenhüttenmann Oberschlesiens“.
Meier war der Sohn von Moritz Hermann Eduard Meier. Söhne von Eduard Meier waren der Eisenwerksdirektor Max Meier und der Kunsthistoriker Julius Meier-Graefe.